# جائزة المجر الكبرى 1999
جائزة المجر الكبرى 1999 هو سباق فورمولا 1 أقيم بتاريخ 15 أغسطس 1999 في بودابست. كان الحادي عشر من أصل 16 في بطولة العالم لسباقات الفورمولا واحد موسم 1999. حلّ الفنلندي ميكا هاكينن أولا بينما جاء البريطاني ديفيد كولتهارد في المركز الثاني وحصل على المركز الثالث البريطاني إدي إيرفين.